# 開心大派對
《開心大派對》（英語：Happy Party）為新城知訊台的一個集娛樂資訊於一身的電台節目，內容包括主持人暢談一個星期以來的娛樂新聞，邀請嘉賓作現場訪問，與聽眾玩遊戲大派禮物。
節目在2016年1月9日下午於新城知訊台首播。
從同年2月13日開始，下午的首播時段安排與新城數碼音樂台聯播，歷時約8個月，直至播出10月8日的一輯後停止與數碼音樂台聯播，這是由於新城電台於10月13日起進行結束數碼聲音廣播前的過渡期安排，所有知訊台節目改為與沒有節目製作的新城數碼生活台全日同步聯播。

## 由來
本節目前身為《開心家天下》（英語：Happy Family），從2011年起逢星期一至星期五早上11時至下午1時在新城知訊台直播。初期由薛家燕﹑Bob及思敏主持，期間出現過客串主持司徒瑞祈﹑李思欣等，後來先後加入范振鋒﹑文梓琪（Jackie）、阿超（趙國超）及 Bingo（史順宜）等主持人。
及至2016年初，新城電台因為業務調整，將大部份知訊台的娛樂和音樂性質的電台節目結束或改革。《開心家天下》亦無一倖免（由於新城電台在2015年尾需要減低營運成本，據了解新城高層有鑑於薛家燕﹑Bob及范振鋒三人均為影視播多棲藝人，他們全職薪酬較高，但由於經常事忙而不能返電台主持節目，故此新城電台將三人轉為兼職主持人以減低支薪，並安排他們每星期主持一天節目）。2016年1月8日成為《開心家天下》最後一天節目。隨後於翌日（2016年1月9日）知訊台採用新節目表，《開心大派對》亦在當天下午2時至4時播出第一集。

## 主持人
《開心大派對》由《開心家天下》原班人馬主持。包括薛家燕﹑林盛斌﹑范振鋒﹑思敏。可是，Bob（林盛斌）缺席開咪的次數愈見頻密，從節目改成《開心大派對》約半年左右，其主持人的角色幾乎是「掛名」而已。最後，到2020年中，該節目的宣傳聲帶已經刪去了Bob的名字，他正式與節目分道揚鑣。
另外，有份以嘉賓主持身份客串《開心大派對》的有以下：
- 李居明 ——除了2016年首輯《家燕大師行運騷》外，及後在每年農曆新年前也應邀主持節目內的流年風水運程環節。
- Patrick Sir（林溥來）——從2020年4月開始至同年10月3日，夥拍薛家燕主持環節《健康就開心》。
- 大運哥 ——在2020年4月至7月間，與薛家燕合作節目環節《開心大放送》的早期集數。

## 主題曲
《開心大派對主題曲》作曲: 王梓軒 填詞: 王梓軒/ STANLEY WONG 

### 歌詞
薛家燕（白）：喂！阿Bob呀，快啲啊，等緊你啊！

林盛斌（白）：家燕姐呀，我一早坐咗喺直播室啦，你問阿范。

范振鋒（白）：係呀家燕姐，我哋到咗啦。同你做節目點敢遲呀。

黃思敏（白）：試咗咪未？check, check, check , check, check. 咦？嘉賓喺邊啊？

合唱：不須上班　玩樂有得我揀　今天真開心　讓你豁出去　笑聲璀璨 Phone in 接通　論盡娛樂談天最強項　兼且遊戲夠棧

眾人（饒舌）：家燕姐同阿Bob　仲有阿范同思敏　今日真係好想好想請你做嘉賓　呢度咁好玩當然有你份

合唱：Easy Saturday 輕輕鬆鬆Saturday　真心真心呢度最好玩　知己一齊嚟　熱烈盡興Saturday　開心開心因為我識揀　開～心～大～派～對～

（白）：每一個星期六 Woo～

合唱： 開～心～大～派～對～

（白）：每一個星期六啦喂～

## 節目內容

### 指定環節
- 娛樂送送送——搜羅及談論該星期內的娛樂新聞事件。有時也在環節內邀請聽眾致電回答簡單問題，並送出禮品。
- 家斌范店思房菜——名人﹑演藝人專訪。
  - 從2016年5月14日開始「家斌范店思房菜」環節會以 Facebook Live 同步直播。聽眾在這段時間登入本節目的facebook專頁，便可以一邊收聽收音機直播訪問，一邊觀看到直播室現場情況。
- 思敏私家訪——思敏獨家主持的訪問環節。
- 家燕大師行運騷——邀得李居明師傅坐鎮，與薛家燕及思敏以輕鬆手法探討風水命理有趣話題。環節從2016年9月24日開始，於每輯《開心大派對》第二個半小時播出。

### 特約環節
- 997抗毒天堂——由禁毒基金呈獻，以推廣禁毒教育，展示各有關單位關懷濫毒濫藥者，與他們攜手重返健康之路。

### 每集內容
| 集數 | 播出日期 （首播） | 娛樂送送送標題 | 家斌范店 思房菜嘉賓         | 本日亮點 / 趣事 / 備註 |
| ---- | ----------------- | --- | --------------------------- | --- |
| 1    | 2016年1月9日      | | 李居明師傅                  | *首播大贈送：李居明師傅大氣電波中大談猴年（丙申年）流年運程 *李居明師傅透露已為新光戲院爭取到續租6年 |
| 2    | 2016年1月16日     | *周子瑜國旗事件 *謝天華參加內地真人騷遊戲飲尿液 | 胡定欣                      | *思敏及家燕姐為首播版及節目重溫版本錄製獨家的開頭對話 *首播版在播出第16至19分鐘，因線路問題令薛家燕的聲音變異，經搶修後回復正常 *Bob只出現於「家斌范店思房菜」環節 *范振鋒缺席 |
| 3    | 2016年1月23日     | *鄧智偉與高海寧被踢爆秘密拍拖三年兼同居一年 *〔14:50〕：送禮給致電答問題的聽眾 | 袁偉豪 唐詩詠               | *〔14:20-14:45〕思敏私家訪：訪問韓紅 *首播版在播出至第20分鐘，播出的歌曲只播放出20秒便忽然停止，節目有短暫空白。思敏及薛家燕急忙「執生」並以笑遮醜。（這段在節目重溫版本已被修輯刪去） *〔15:00-16:00〕家斌范店思房菜：嘉賓為電視劇《鐵馬戰車》宣傳 *Bob及范振鋒只出現於「家斌范店思房菜」環節 |
| 4    | 2016年1月30日     | *開場：極度寒冷天氣的話題，包括被網民肆意批評的「上山姐與警衝突事件」；辦年貨和逛花市 *〔14:55〕：送禮給致電答問題的聽眾 | 錢國偉                      | *〔14:20-14:50〕思敏私家訪：訪問李聖傑 *〔15:00-16:00〕家斌范店思房菜：嘉賓談及他與周星馳合作執導的電影《美人魚》 *Bob鋒只出現於「家斌范店思房菜」環節 *范振鋒只出現於節目首小時 |
| 5    | 2016年2月6日      | | 陳定邦師傅 （邦邦師傅）     | *特別專題送羊迎猴賀新歲：邦邦師傅與家燕姐﹑思敏全程傾談過年習俗洗邋遢及攝太歲。〔15:45〕：邦邦師傅解答聽眾運程問題。 *〔14:20-14:35〕：薛家燕及思敏邀請「意贈慈善基金」聯席創辦人兼董事凌冠華先介紹眾籌活動「全城一人一利是愛心行動」 *Bob及范振鋒缺席 |
| 6    | 2016年2月13日     | *開場：家燕姐分享早前到溫哥華登台趣事 *家燕姐透露旅居於溫哥華的仙杜拉將會來港參予顧嘉煇慈善音樂會，到時與鄭少秋﹑汪明荃及關菊英等獻唱 *馬不停蹄的家燕姐剛由溫哥華返港翌日又與「家燕媽媽」的學生到廣州交流 *〔14:57〕：家燕姐送上加拿大空運抵港的心型巧克力給致電答對簡單問題的聽眾                      | 陳展鵬                      | *〔14:25-14:55〕思敏私家訪：訪問林大晉及2*Sweet *范振鋒只出現於「家斌范店思房菜」環節 *Bob缺席 |
| 7    | 2016年2月20日     | *開場：家燕姐再分享新年期間到黃金海岸登台的見聞 *家燕姐憶述當年率一眾《皆大歡喜》的演員登台時，因趕時間所以教他們學習簡單「十字步」舞步，自此成經典 *〔14:55〕：送禮給致電答問題的聽眾 | 吳若希                      | *〔14:25-14:50〕997抗毒天堂：思敏與兩位參加了「997抗毒天堂學堂」的學員分享經歷 *范振鋒於「家斌范店思房菜」環節中，因聽到孝順女吳若希與媽媽的感情，從而想到自己少時缺乏父母之愛而傷感落淚，訪問環節唯有暫停並插播廣告讓他平復心情 |
| 8    | 2016年2月27日     | *鍾嘉欣結婚了！ *〔14:50〕：送禮給致電答問題的聽眾 | 呂慧儀                      | *〔14:20-14:47〕997抗毒天堂：思敏訪問香港中華基督教青年會外展社工曾姑娘及葵涌醫院精神科醫生鮑醫生，探討毒品對青少年精神健康的影響，及介紹「藥物誤用評估中心」如何幫助濫毒的青少年。 *薛家燕於「家斌范店思房菜」專訪中，非常關注呂慧儀如何穿性感衣著和「打底褲」的心得。 *思敏錯說薛家燕生了四個子女，逗得家燕姐笑不攏咀。 *范振鋒只出現於「家斌范店思房菜」環節 |
| 9    | 2016年3月5日      | *盧大偉及馮克安離世的消息 | 劉錫賢 蔡國威               | *〔14:20-14:40〕997抗毒天堂：思敏訪問家庭發展基金總幹事何羅乃萱女士及梁錦玲執行博士，探討如何強化家庭關係，令青少年提升抗逆能力，遠離毒品。 *開場時只有思敏、Bob及范振鋒開咪「娛樂送送送」。 *薛家燕於14:48才出場憶述對盧﹑馮兩位逝者的憶念。 *〔15:00-16:00〕家斌范店思房菜：劉錫賢及蔡國威大爆亞視自王征上場後的各種怪現象。包括製作大量俗稱「板塊節目」的清談訪問節目；若有貴賓巡視業務時，亞視職藝員要到錄影廠扮做秀。 *家燕姐與兩位嘉賓大爆當年她獲邀到「亞視演藝大學堂」授課的細節，家燕姐笑言要向亞視追回她應有的酬勞。 |
| 10   | 2016年3月12日     | *思敏參觀「香港影視娛樂博覽2016」後與家燕姐﹑范振鋒分享所見所聞，透露即將開台的ViuTV試影會的節目。 | 徐小明                      | *〔14:20-14:45〕思敏私家訪①：訪問鄧小巧 *〔14:48-15:16〕思敏私家訪②：訪問尤雅姐姐，她將會在2016年4月25及26日在香港舉行「尤雅往事真經典演唱會2016」 *〔15:20-16:00〕家斌范店思房菜：嘉賓分享他對香港和中國大陸電影和進軍美國市場的看法。 *Bob缺席。 |
| 11   | 2016年3月19日     | *驚聞方力申與鄧麗欣宣佈分手。 | 草蜢                        | *〔14:20-14:45〕思敏私家訪：訪問SIS樂印姊妹 *〔14:50-15:00〕：播出一齊嚟玩 Fun Fun Fun聚會的精彩片段 *〔15:00-16:00〕家斌范店思房菜：草蜢到場宣傳籌備近3年的新國語大碟專輯《Music Walker 音悅行者》。 *Bob缺席。 |
| 12   | 2016年3月26日     | *又一宗娛樂圈喜事：楊怡、羅仲謙到英國古堡結婚。家燕姐急不及待在節目中揚言要邀請楊﹑羅二人到《開心大派對》私房菜。 *王梓軒在《中國好歌曲》中憑歌曲《碰不上會更美》中的努力創作和精彩演繹，令家燕姐和思敏讚歎不已。 *鄧紫棋深圳穿著透視裝慘被負評「穿著尿片」                                             | 陳寶珠 梅雪詩               | *〔14:20-14:45〕思敏私家訪：訪問黃小琥（只於首播版播出） *〔01:20-01:45〕錄音轉播「平和基金反賭搏推廣活動啟動禮」暨「平和親子家庭日」活動（大會司儀：李國能，嘉賓有香港中華基督教青年會沙田外展社會工作隊隊長區淑玲講解大會遊戲的蘊含的反賭博信息。）（只於節目重溫版播出） *〔15:00-15:45〕家斌范店思房菜：陳寶珠及梅雪詩應薛家燕邀請到訪，為將會在2016年5月7日重演任白戲寶《牡丹亭驚夢》宣傳。 *Bob及范振鋒缺席。 |
| 13   | 2016年4月2日      | *范振鋒與思敏開咪即時向家燕姐說『生日快樂！』。家燕姐分享她整個「生日月」裡的快樂事，與及透過視像科技和遠方的兒女渡過生日的時刻。 *談論近期香港紙媒（《大陽報》暫時停刊）和電媒（亞洲電視正式結束）；也對接手的港台電視及ViuTV和對戰的TVB寄予期望。 *憶念馮克安、盧大偉及娛樂傳媒界的老朋友杜惠東先生。 | 曹永廉                      | *〔14:24-14:54〕思敏私家訪：訪問李幸倪（只於首播版播出） *〔01:20-01:50〕錄音轉播「平和基金反賭搏推廣活動啟動禮」暨「平和親子家庭日」活動（大會司儀：李國能，主席葉振都先生致辭；嘉賓薛家燕與大眾分享家長在反賭博中應有的責任，和分享家長要如何面對子女賭博的問題。車路士足球學校（香港）的山度士、陸冠邦及潘耀焯作表演嘉賓分享運動心得和控球示範。）（只於節目重溫版播出） *〔15:08〕家斌范店思房菜笑點：家燕姐對曹永廉說：「……見到你哋（曹永廉﹑蕭正楠﹑陳國邦等《公公出宮》好友）成班即係有講有笑，好……好開心嘅，咁呢，我覺得呢，我哋做藝人應該係咁，因為其實都辛苦嘅，由朝做到晚呀，咁久唔久講下 鹹…玩笑 呀，吹下水呀，呢啲都無問題嘅 ……」被思敏及曹永廉發現到！家燕姐糾正說是玩笑唔係鹹話。 *范振鋒只出現於節目首小時。 *Bob缺席。 |
| 14   | 2016年4月9日      | *大家趁Bob在場與他談談當主角的電影《我要發達》。 *本屆金像獎頒獎禮帶來爭議 *暢談啟播首星期的Viu TV節目。 *〔14:58〕：送禮物（靈芝胞子）給致電答問題的聽眾 | 楊怡                        | *開場：家燕姐爆了一句「好少咁熱鬧喎」（因為經常有主持人缺席） *〔14:45〕笑點：家燕姐受不了思敏忘記了某位不見經傳的ViuTV主持名字時順口爆出「咁即係唔記得啦」，令思敏尷尬以笑遮之餘，范振鋒也說：「家燕姐都頂唔順……」，最後由Bob打完場。 *〔15:00-16:00〕家斌范店思房菜：楊怡披露整個與新婚丈夫羅仲謙神秘地到英國拍婚照事件的來龍去脈。 *〔15:16〕家斌范店思房菜笑點：楊怡被薛家燕突擊追問洞房了沒有？ *〔15:35〕家斌范店思房菜笑點：楊怡扮電視台高層曾勵珍（珍姐）和郭晉安的語氣太神似。 *〔15:57〕家斌范店思房菜終極笑點：家燕姐教楊怡量體溫方法推算排卵期，但因錯說「產卵」，令眾人不停大笑，楊怡也嚷著：「我未ready產卵！」 |
| 15   | 2016年4月16日     | *電影《十月初五的月光》贊助人因車禍離世。，家燕姐及思敏呼籲在天雨路滑時間小心駕車。 *黃翠如「禾稈冚珍珠」，成新上市公司聯旺集團之億萬「千金」。 *謝安琪演唱會過後休息。 *〔14:55〕：送禮物（電影《刑警兄弟》戲票）給致電答問題的聽眾                                                                    | 陳凱琳 陳山葱               | *〔15:00-16:00〕家斌范店思房菜：嘉賓為電視劇《殭》做電台宣傳訪問。 *薛家燕大讚陳山葱的殭屍造型非常有型，陳山葱指出有演技導師教用動物擬人法去演繹角色。 *陳凱琳大方地談與男朋友鄭嘉穎在拍攝該劇時的點點滴滴。 *Bob及范振鋒缺席。 |
| 16   | 2016年4月23日     | *Bob、思敏和范振鋒談論被傳欠債被「貼街招」的張柏芝。 *美國流行音樂家王子（Prince）離世。 *〔14:48〕：送禮物環節給致電答問題的聽眾。獎品包括由思敏的抽屜裡取出的兩張《兄弟刑警》戲票；及由家燕姐張羅的日本電影《小花的味噌湯》戲票10張。                                                                 | 王梓軒                      | *〔15:00-16:00〕家斌范店思房菜：嘉賓王梓軒與思敏﹑薛家燕暢談他早前參予中國大陸電視節目《中國好歌曲》比賽的經歷。 *薛家燕藉王梓軒講述創作歌曲《碰不上會更美》——這首參賽歌曲創作靈感是王梓軒兩年前與前度女友分手後的偶爾思念——希望澄清王梓軒與石祐珊無端「被發生」的緋聞。 *Bob及范振鋒只出現在節目首個小時。 *薛家燕只出現於第二個小時的家斌范思房菜。 |
| 17   | 2016年4月30日     | *Bob最近北上番禺拍第一齣網劇《2016追女仔》，分享中國大陸的奇風異象。 *金剛與陳蕊蕊分手。 *連詩雅v.s.葉蘊儀@《跟住矛盾去旅行》 *〔14:50〕：送禮物——由家燕姐送出的日本電影《小花的味噌湯》戲票。 | 關智斌                      | *〔14:55-15:00〕：思敏請來社會福利署福利專員在節目中宣傳該署在五月份舉行「快樂家庭月」活動。思敏將會在活動中擔任司儀。 *〔15:00-16:00〕家斌范店思房菜：薛家燕在訪問中追問關智斌的感情著落。 *Bob及范振鋒只出現在節目首個小時。 *薛家燕只出現於第二個小時的家斌范思房菜。 |
| 18   | 2016年5月7日      | *黎明親自處理個人演唱會公關災難得宜獲激讚。。 | 余安安                      | *〔14:15〕：雖然范振鋒沒有參與余安安的訪問，但有向思敏提及他早年入行娛樂圈時，曾與余安安在電影《美麗酒吧》合作，飾演她的兒子。 *〔14:20-14:35〕思敏私家訪①：訪問韋禮安 *〔14:40-15:00〕思敏私家訪②：訪問麥家瑜 *〔15:00-16:00〕家斌范店思房菜：薛家燕與余安安在訪問中分享兒女經。 *范振鋒只出現在節目首個小時。 *薛家燕只出現於第二個小時的家斌范思房菜。 *Bob缺席。 |
| 19   | 2016年5月14日     | *〔14:56〕：送禮物（純野生五色靈芝）給致電答問題的聽眾 | 敖嘉年                      | *〔14:10-14:18〕開場分享：范振鋒首先分享在早上與一班演藝界友人到綠楊新邨為「仁濟社會服務基金」賣旗籌款；薛家燕分享當天會出席兒童音樂劇《粉紅豬小妹》的欣賞會，與及大肆宣傳她有份主持的電視節目《乜都搞掂晒》。 *〔14:25-14:50〕思敏私家訪：訪問新婚的徐天佑，由他向大家分享新歌曲作品。 *Bob缺席。 |
| 20   | 2016年5月21日     | *林心如霍建華戀情放閃曝光。 *向海嵐再戰娛樂圈。 *劉亦菲在台上被熱情狂迷撲倒。 *〔14:50〕：送禮物（靈芝胞子）給致電答問題的聽眾 | 金剛                        | *〔14:40-14:45〕笑點：提起劉亦菲被襲事件，家燕姐鬼馬生動地回憶10多歲初出道時，到馬來亞新山登台獻唱《Wooly Bully》，有熱情歌迷蜂擁上台的驚險過程。全場爆笑。 *〔14:58-16:00〕家斌范店思房菜：嘉賓金剛提早開咪，在節目中送上新任老闆的曲奇餅產品給主持人品嘗。 *Bob缺席。 |
| 21   | 2016年5月28日     | *羅明珠離世，娛樂圈好友感愕然。薛家燕﹑思敏及阿范奉勸各位多注意心臟健康。 | 姜文杰                      | *〔14:25-14:50〕思敏私家訪：訪問洪卓立。 *〔15:00-16:00〕家斌范店思房菜：嘉賓姜文杰的歌曲《在一起》在網絡點擊率2.8億獲薛家燕及思敏讚賞。他在訪問中談及作為獨立音樂人的心路歷程 *范振鋒只出現在節目首個小時。 *Bob缺席。 |
| 22   | 2016年6月4日      | *港人到內地整容疑肉毒桿菌中毒，主持人呼籲市民不應光顧內地美容店。 *羅仲謙楊怡公佈2016年10月2日在著名酒店擺喜宴，眾人笑言Bob又要「盡慶」賀新人。 *〔14:54〕：送「清潔禮品包」給致電答問題的聽眾。 | 黎諾懿 蔡思貝               | *〔14:20-14:35〕思敏私家訪①：訪問台灣化妝達人Sam老師。 *〔14:40-14:50〕思敏私家訪②：訪問衛詩，分享她重新出發的新歌。 *〔15:00-16:00〕家斌范店思房菜：嘉賓為電視劇《純熟意外》宣傳。 |
| 23   | 2016年6月11日     | *陳百祥獲TVB委派到巴西傳聖火受爭議。 *為羅明珠設靈，眾圈中人送別。 | 岑麗香 林穎彤 張致恆 魏焌皓 | *〔14:24-14:49〕思敏私家訪：訪問Dear Jane（出席者：Tim, Howie, Jackal） *〔15:00-16:00〕家斌范店思房菜：薛家燕率領所有《乜都搞掂晒》的主持人到場做訪問。 *Bob及范振鋒缺席。 |
| 24   | 2016年6月18日     | *伍詠薇大方回應丈夫練海棠被拍攝到與女伴在一起。 *國際娛樂事件簿：美國歌手Christina Grimme被鎗殺。 *瘋狂粉迷襲擊商台兩DJ受傷。 | 林峯                        | *〔14:23-14:45〕思敏私家訪：訪問譚嘉荃 *〔15:00-16:00〕家斌范店思房菜：林峯在訪問裡公開既保持體力又塑造超型身材的運動及餐單。 *范振鋒只出現於第二個小時的家斌范思房菜。 *Bob缺席。 |
| 25   | 2016年6月25日     | *無線節目《沒有起跑線？》內容及言論引起對教養小孩的反思。 *裕美與其丈夫及黃子恆感情三角錯。 *周焯華以一曲《愛我別走》挽救太太的心。 *〔14:56〕：送上冼杞然導演的電影《終極勝利》換票証給致電答對問題的聽眾。                                                                                            | 王菀之                      | *〔14:23-14:45〕思敏私家訪：訪問吳若希 *Bob及范振鋒缺席。 |
| 26   | 2016年7月2日      | *眾新城DJ歡送榮休的B姐（新城電台前高層馬健生女士），薛家燕、Bob及陳欣健高歌，前新城精選104頻道節目主持人Harry哥哥表演魔術。 *同日（6月30日）電視廣播有限公司傳訊部宣傳科副總監曾醒明也榮休，家燕姐對曾醒明的關顧特別感謝。 *陳敏之開心報喜。 *葉世榮不滿歌迷以脫衣露紋身及擴音器播歌祭家駒。            | 羅霖                        | *〔14:43〕笑點：家燕姐自爆忘記了送蒸熨機給陳敏之，並透過大氣電波向陳敏之承諾會送給她。 *〔15:00-15:17〕：薛家燕、思敏及Bob談波也談不要賭波。在環節裡講沉迷賭博的害處，並提供包括平和基金﹑明愛展晴中心﹑東華三院平和坊、路德會清亮中心、勗勵軒輔導中心等機構幫助病態賭徒。 *〔15:20-16:00〕家斌范店思房菜：因為羅霖到來接受訪問，長期缺席本節目的Bob這天特意地趕回來做節目。 *Bob只出現於節目第二個小時。 *范振鋒缺席。 |
| 27   | 2016年7月9日      | *銀杏館爭議事件。 *談論《香港小姐競選》與實況選美節目《美選D.n.A》。 *參選香港男士選舉的男士亮相。 | 羅蘭 胡楓 滕麗名            | *開場：思敏和家燕姐在大氣電波祝賀「范爺」范振鋒榮升潮州菜館老闆。 *〔14:30-14:35〕：家燕姐細數當年登台巡迴謝票的境況。 *〔14:48-14:50〕：薛家燕透露前新城DJ趙覺超（阿超）將自己操練大隻參加香港先生選舉但不入圍。 *Bob缺席。 |
| 28   | 2016年7月16日     | *無綫電視又重播《皆大歡喜》，「慈姑」滿心歡喜。 *〔14:30〕：送「新城25周年音樂會」門票給致電答問題的聽眾。 | 馬蹄露                      | *〔14:12〕笑點：思敏笑說記起當年家燕姐在趕拍《皆大歡喜》又兼顧電台節目，多次以古裝頭造型返到新城電台主持節目《家天下》。 *〔14:38-15:00〕思敏私家訪：訪問連詩雅 *〔15:00-16:00〕家斌范店思房菜：馬蹄露自爆由原本任演唱會嘉賓，但不明就裡地出錢出力，變成演唱會的主角。她又自認從1998年開始單身生活，認為在家愛自己家人，再愛身邊的人。 *范振鋒只出現於第二個小時的家斌范思房菜。 *Bob缺席。 |
| 29   | 2016年7月23日     | *〔14:08-14:22〕：薛家燕續談《皆大歡喜》，再透露她做完節目後會合米雪、關菊英、李司棋及「家燕媽媽藝術中心」的學生Honey bees和Super Boys到馬來西亞雲頂高原開演唱會 *〔14:23-14:30〕：范振鋒在電影《江湖悲劇》任監製，大談感受。                                                                           | 陳百祥 黃杏秀               | *〔14:34-15:00〕思敏私家訪：訪問李蕙敏，宣傳她的新廣東主打歌《不分不散》，並透露她自從2007年開始自資做音樂，樂在其中。 *范振鋒只出現於首半個小時與薛家燕閒談的時間。 *思敏只出現於思敏私家訪環節及與家燕姐合作家斌范思房菜訪問環節。 *Bob缺席。 |
| 30   | 2016年7月30日     | *〔14:08-14:15〕：思敏與薛家燕暢談，上星期在馬來西亞雲頂高原《風華視后雲頂演唱會》的點點滴滴。 | 楊天經 黃美秋 黃美娟        | *〔14:16-15:00〕：薛家燕、思敏及范振鋒訪問盧冠廷，從演唱會講到歌唱講到愛講到環保。 *〔15:00-16:00〕家斌范店思房菜：嘉賓為舞台劇《七十二家房客－明日麗劏》宣傳。 *范振鋒只出現於盧冠廷的訪問環節。 *Bob缺席。 |

## 公開活動
- 一齊嚟玩 Fun Fun Fun——2016年3月12日晚上舉行，秉承著以往《開心家天下》每年與聽眾相聚的傳統，本年各主持人與嘉賓包括張學潤、李思欣、鄧小巧、劉威煌、SIS樂印姊妹、譚錫禧及家燕媽媽藝術中心學員honey bees在銅鑼灣伊利莎伯大廈6樓「皇室壹號囍臨門」與聽眾飯聚，各嘉賓獻唱獻技，大送禮物給大家。

## 外部連結
- 節目重溫版面 （页面存档备份，存于）（免費重溫開播日期及前7天的節目）
- 開心大派對facebook專頁 （页面存档备份，存于） （註：此社交網站專頁自2015年由《開心家天下》時期開設，雖然節目已改為《開心大派對》但仍沿用至今）

| 新城知訊台節目                                               |                                                                    |                                     |
| 同時段上一節目 新城勁爆流行榜(14:00-17:00)                   | 開心大派對 2016年1月9日－至今 (14:00-16:00)                        | 同時段接替節目 -                    |
| 同時段上一節目 Sorry·I Love You(20:00-22:00)                 | 開心大派對（節目重溫） 2020年12月6日－2020年12月27日 (20:00-22:00) | 同時段接替節目 混音‧樂(20:00-22:00) |
| 同時段上一節目 逆流而上(22:00-23:00) 流行試身室(23:00-24:00) | 開心大派對（節目重溫） 2021年1月3日－至今 (22:00-24:00)            | 同時段接替節目 -                    |

| 新城數碼音樂台節目        |                                                       |                                                             |
| 同時段上一節目 智識做老闆 | 開心大派對 2016年2月13日－2016年10月8日 (14:00-16:00) | 同時段接替節目 全日播放音樂（新城數碼音樂台休台前的過渡期） |

| 前一節目： 小明Sir搵位攝 | 新城知訊台節目 逢星期六下午2時至4時               | 下一節目： 新城勁爆流行榜             |
| 前一節目： 混音‧樂       | 新城知訊台節目 逢星期日晚上10時至12時（節目重溫） | 下一節目： 自在人生大學堂（節目重溫） |

1. ↑   (新闻稿). 通訊事務管理局. 2016-09-27  [2016-10-15]. （原始内容存档于2019-09-01） （中文（繁體）及英语）. 通訊局批准……新城電台的申請，由……二○一六年十月十三日起，……直至其數碼聲音廣播牌照終止（如……持牌機構的終止牌照申請獲行會批准）為止（過渡期）。……數碼聲音廣播頻道（即新城數碼音樂台）則會每天二十四小時播放音樂。